# Сагама
Сагама (итал. Sagama) је насеље у Италији у округу Ористано, региону Сардинија.
Према процени из 2011. у насељу је живело 213 становника. Насеље се налази на надморској висини од 336 м.

## Становништво
Према резултатима пописа становништва 2011. у општини је живело 193 становника.
| 1931. | 1936. | 1951. | 1961. | 1971. | 1981. | 1991. | 2001. | 2011. |
| ----- | ----- | ----- | ----- | ----- | ----- | ----- | ----- | ----- |
| 532   | 529   | 476   | 455   | 324   | 294   | 254   | 213   | 193   |